# Stanislav Smirnov

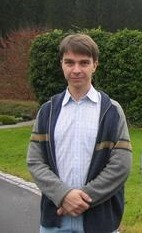
Stanislav Smirnov

Stanislav Konstantinovitsj Smirnov (Russisch: Станисла́в Константи́нович Смирнов; Leningrad, 3 september 1970) is een Russisch wiskundige, die voor de Universiteit van Genève werkt.
Smirnov ontving onder andere in 2010 in Haiderabad de Fieldsmedaille. Zijn onderzoek richt zich op de complexe functietheorie, dynamische systemen en de kansrekening.
Sinds 2013 is Smirnov lid van de Academia Europaea.